# Epicauta melanochroa
Epicauta melanochroa är en skalbaggsart som beskrevs av Wellman 1910. Epicauta melanochroa ingår i släktet Epicauta och familjen oljebaggar. Inga underarter finns listade i Catalogue of Life.